# SRH University - Campus Fürth
Koordinaten: 49° 27′ 34,8″ N, 10° 59′ 52,2″ O
Der Campus Fürth der SRH University, ehemals „Wilhelm Löhe Hochschule“ (später „SRH Wilhelm Löhe Hochschule“), ist ein Hochschulstandort der SRH University of Applied Sciences Heidelberg. Er liegt am Rand des Südstadtparks in Fürth und hat seinen Schwerpunkt derzeit auf Gesundheit, Soziales und Management. Seit 2023 werden dort auch englischsprachige Studiengänge für internationale Studierende angeboten.

## Geschichte
Die Hochschule wurde 2012 von der Diakonie Neuendettelsau als private Hochschule für angewandte Wissenschaften gegründet und vom Bayerischen Staatsministerium für Wissenschaft, Forschung und Kunst anerkannt. Der Studienbetrieb begann im Wintersemester 2012/2013. 
2017 erhielt sie die institutionelle Akkreditierung durch den Wissenschaftsrat, die 2023 erneuert wurde.
Gründungspräsident war Peter Oberender (Universität Bayreuth). Nach dessen Tod übernahmen Ingo Friedrich (2015–2018), Reinhard Meier-Walser (2018–2020) und Dietrich von Schweinitz (2020–2023) die Präsidentschaft. Ab 2023 leitete Clemens Werkmeister die Hochschule, unterstützt von der Vizepräsidentin Stefanie Scholz. Die Hochschule wurde ursprünglich von der SRH WLH GmbH getragen. Ab 2020 wurde sie ein Tochterunternehmen der SRH Higher Education GmbH und der Diakoneo KdÖR. Seit Herbst 2024 gehört sie vollständig zur SRH University of Applied Sciences Heidelberg und ist einer von bundesweit 18 Standorten. Die Hochschule wird von Rektorin Victoria Büsch geleitet, Geschäftsführer ist Thorsten Bagschik.

## Studiengänge
Der Campus Fürth der SRH University derzeit (SS 25) folgende Studiengänge an:
Vollzeit-Bachelorstudiengänge:
- Psychologie (B.Sc.)
- Soziale Arbeit (B.A.)
- Betriebswirtschaft (B.A.)

Berufsbegleitende Bachelorstudiengänge:
- Berufspädagogik für Gesundheit (B.A.) mit den berufswissenschaftlichen Fachrichtungen Pflege (Pflegepädagogik), Rettungswesen sowie Operationstechnik (OTA) und Anästhesietechnik (ATA) sowie Gesundheit - Therapie
- Berufspädagogik für Gesundheit oder Medizinpädagogik
- Soziale Arbeit - dual
- Pflege (B.Sc.)
- Physician Assistant (ohne Vorausbildung)

Duale und ausbildungsbegleitende Bachelorstudiengänge:
- Soziale Arbeit dual (B.A.)
- Pflege ausbildungsbegleitend (B.Sc.) in Kooperation mit Berufsfachschulen für Pflege aus Nordbayern

Masterstudiengänge:
- Data Science: Digital Health (M.Sc.)
- Data Science: Business Analytics (M.Sc.)
- Supply Chain Management (M.Sc.)
- International Business and Leadership (M.Sc.)
- Applied Computer Science (M.Sc.)
- Psychologie (M.Sc.)
- Berufliche Bildung im Gesundheitswesen (M.A.) mit den Fachrichtungen Pflege, Rettungswesen sowie Operationstechnik und Anästhesietechnik
- Sexualwissenschaft (M.Sc.)
 Zertifikatsstudiengänge:

- Medizinisch-naturwissenschaftliche Kompetenzen für die Berufspädagogik.

Alle Studiengänge sind programmakkreditiert durch AHPGS oder den Akkreditierungsrat.

## Forschung an der Campus Fürth der SRH University
Das Forschungsinstitut IDC ist ein Department der SRH University Campus Fürth. In einem interdisziplinären Team, in engem Austausch mit den Professuren der Hochschule sowie mit zahlreichen Partnern aus der Region untersucht das Institut Themen und Fragestellungen des Gesundheits- und Sozialmarktes.

## Belege
1. ↑  Stiftung Akkreditierungsrat: Datenbank akkreditierter Studiengänge und Hochschulen. Abgerufen am 27. Dezember 2023.
2. ↑  Forschungsinstitut IDC. Abgerufen am 13. Oktober 2021.